# Copa Campeonato 1912
La Copa Campeonato 1912, 19ª edizione della medesima competizione (la prima organizzata dall'Asociación Argentina de Football), si svolse dal 14 aprile al 13 ottobre e fu vinta dal Quilmes.

## Classifica finale
|    | Classifica finale | Pti | G  | V | N | P | GF | GS | DR  |
| -- | ----------------- | --- | -- | - | - | - | -- | -- | --- |
| 1. | Quilmes           | 15  | 10 | 7 | 1 | 2 | 24 | 8  | +16 |
| 2. | Independiente     | 11  | 10 | 5 | 1 | 3 | 19 | 13 | +6  |
| 3. | Racing Club       | 10  | 10 | 4 | 2 | 4 | 24 | 16 | +8  |
| 4. | Estudiantes (BA)  | 8   | 10 | 4 | 0 | 5 | 18 | 21 | -3  |
| 5. | Belgrano Athletic | 7   | 10 | 3 | 1 | 6 | 20 | 20 | 0   |
| 6. | River Plate       | 7   | 10 | 3 | 1 | 6 | 8  | 23 | -15 |

## Classifica marcatori[1]
| Gol |  |  | Giocatore     | Squadra     |
| --- |  |  | ------------- | ----------- |
| 9   |  |  | Alberto Ohaco | Racing Club |